# نرایر سیمونیان
نرایر همایاکی سیمونیان (ارمنی: Նորայր Հմայակի Սիմոնյան؛ زاده ۱ ژانویهٔ ۱۹۸۸ - درگذشته ۱۰ دسامبر ۱۹۰۹) فیلمبردار، کارگردان اهل ارمنستان بود.

## زندگی‌نامه
وی در ۱۰ دسامبر ۱۹۰۹ در آشتاراک به دنیا آمد و از مؤسسه سینمایی گراسیموف فارغ‌التحصیل گشت. وی همچنین برنده جوایزی همچون چهره هنری شایسته ارمنستان شوروی شد.  وی در ۱ ژانویهٔ ۱۹۸۸ در سن ۷۸ سالگی در ایروان درگذشت.